# Percival Austin Bramble
Percival Austin Bramble (24 janvier 1931, Montserrat) est un homme politique de Montserrat, fils de William Henry Bramble et deuxième Ministre en Chef de Montserrat de décembre 1970 à novembre 1978.

## Biographie
Percival Austin Bramble est né le 24 janvier 1931 à Montserrat. Il s'engage en politique à la suite de son père et est élu une première fois au conseil législatif en 1966 sous les couleurs du Parti travailliste de Montserrat. Il s'occupe alors du portefeuille des Services sociaux, mais il commence à critiquer la politique de son père en matière de développement touristique, qui multiplie les résidences secondaires vides alors que les habitants de l'île ont du mal à se loger. En novembre 1970, il est relevé de ses fonctions gouvernementales par William Henry Bramble. Il forme alors un nouveau parti le Parti démocratique progressif (PDP) qui remporte les élections anticipées qui suivent en décembre 1970.Il devient alors le deuxième Ministre en chef de Montserrat.
En 1973, il provoque une élection anticipée dans le but d'obtenir un mandat pour combattre le racisme. Il développe aussi les services sociaux, notamment une politique du médicament gratuit, et la fourniture de lait pour les enfants des écoles. Globalement, ses politiques sont d'avantages tournées vers les masses, mais ses ennemis critiquent aussi ses tendances autoritaires et le manque de compétences de ses ministre. L'un de ses critiques les plus féroce est John Osborne qui avait pourtant élu en 1970 sous la même étiquette que lui, mais c'était maintenu comme indépendant en 1973.
Lors des élections de 1978, John Osborne,  qui a fondé un nouveau parti politique,  le Mouvement de libération du peuple, remporte les élections et devient le troisième ministre en chef. Après avoir perdu son siège lors de cette élection de 1978, Percival Austin Bramble est réélu député en 1983, toujours sous l'étiquette du PDP